# Каменістий поток (притока Черного Грону)
Каменістий поток (словац. Kamenistý potok) — річка в Словаччині, ліва притока Чєрнего Грону, протікає в окрузі Брезно.
Довжина — 25.6 км.
Витік знаходиться в масиві Вепорські гори. Протікає селом Сігла.
Впадає у Чєрний Грон біля села Гронец на висоті 495 метрів над рівнем моря.